# Kom terug (André Hazes)
Kom terug is een single van de Nederlandse zanger André Hazes uit 1984. Het stond in 1983 als tweede track op het album Voor jou, waar het de derde single van was, na Zondag en Geef mij je angst.

## Achtergrond
Kom terug is geschreven door Paco Cepero, Ignacio Román en André Hazes en geproduceerd door Tim Griek. Het is een Nederlandstalige bewerking door Hazes van het lied Volvere van Chiquetete uit 1983. In het lied zingt de liedverteller over een vrouw die hem heeft verlaten en die hij graag terug wil zien. 

## Hitnoteringen
Het lied was een stuk minder succesvol dan andere singles van het album. Kom terug bereikte slechts de 45e plek van de Nationale Hitparade, waarin het in totaal vier weken te vinden was. De Top 40 werd niet gehaald, maar het nummer kwam slechts tot de vijftiende plek van de Tipparade.